# Green Bullet
Green Bullet is een hopvariëteit, gebruikt voor het brouwen van bier.
Deze hopvariëteit is een “bitterhop”, bij het bierbrouwen voornamelijk gebruik voor zijn bittereigenschappen. Deze Nieuw-Zeelandse hopvariëteit werd op de markt gebracht in 1972 door het New Zealand DSIR (heden: New Zealand’s HortResearch).

## Kenmerken
- Alfazuur: 10 – 13%
- Bètazuur: 7%
- Eigenschappen: